# 吉特·马森
吉特·马森（丹麥語：Gitte Madsen，1969年3月24日—），丹麦前女子手球运动员。她曾代表丹麦国家队参加1996年夏季奥林匹克运动会手球比赛，结果队伍获得一枚金牌。